# Ørsted (satellite)
Ørsted è il primo satellite costruito in Danimarca. È stato lanciato il 23 febbraio 1999 con un vettore statunitense Delta II dalla Vandenberg Air Force Base, in California.
La missione principale del satellite è di misurare il campo magnetico terrestre con una precisione che supera di gran lunga quella delle precedenti missioni. Poiché per fare ciò è necessario posizionare il magnetometro il più lontano possibile dal resto del satellite per evitare interferenze, Ørsted è dotato di un braccio allungabile di otto metri, alla cui estremità è posto il magnetometro.
Il satellite è stato progettato per funzionare per 14 mesi, ma attualmente, dopo 13 anni, è ancora in funzione. Durante questo periodo ha fornito nuove e migliori misurazioni magnetiche, che sono servite per creare mappe più accurate del campo magnetico terrestre.